# مقاطعة ياروسلافل
ياروسلافل أوبلاست هي إحدى الكيانات الفدرالية في روسيا. وتحوي المدن والقرى التالية: دانيلوف،
غافريلوف-يام،
ليوبيم،
مايشكين،
بيرسلافل-زالسكي،
بوشيخونيي،
روستوف،
رايبانسك،
توتاييف،
أوغليتش،
ياروسلافل

## أعلام
- نيكولاي موروزوف
- يوري فسيفولودوفيتش الثاني